# Kara Monaco
Jamie Westenhiser Qiana Chase
Tiffany Fallon Sara Jean Underwood
Kara Monaco (née le 26 février 1983, à Lakeland, en Floride, aux États-Unis) est un modèle et une actrice de nationalité américaine.

## Biographie
Elle grandit à Orlando, en Floride, élevée par sa mère avec une sœur. Avant de devenir Playmate, elle travaillait comme barmaid et comme modèle pour des maillots de bain et de la lingerie en Floride, apparaissant dans les magazines FHM, STARE et Men’s Fitness. Elle travailla également au Walt Disney World Resort pendant quatre ans où elle interpréta sept personnages différents, dont Cendrillon, Blanche-Neige, Alice au Pays des Merveilles, son préféré, et la Petite Sirène.
Sa relation avec le magazine Playboy commença lorsqu’elle fut choisie en 2004 comme « America’s Sexiest Bartender ». La même année, elle posa pour la première de couverture du magazine Playboy’s Girls of Summer. Elle a ensuite été choisie comme Playmate of the Month, Miss June 2005. Elle est la première Miss June dans toute l’histoire du magazine à être devenue Playmate of the Year. Privilège réservé aux plus grandes, elle posa en juin 2006 pour la première de couverture de la version américaine du magazine en tant que Playmate of the Year ; elle reçut à ce titre 100 000 USD, une automobile (Dodge Charger SRT8 Super Bee) et une motocyclette (Honda CBR 1000RR Fireblade).
Le 12 juillet 2012 elle est candidate à la quatorzième saison de l'émission Big Brother sur la chaine américaine CBS.
Elle n’a pas de lien de parenté avec Kelly Monaco, Playmate of the Month, Miss April 1997.

## Apparitions dans la version américaine du magazinePlayboy[5]
- 2004 : Women Behind Bars (photographie), août
- 2005 : Playmate Of The Month: Princess Monaco (photographie), juin
- 2006 : Playboy’s Playmate Review (photographie), janvier
- 2006 : Next Month[6] (article), mai
- 2006 : Kara Monaco: From Princess to Playmate of the Year (photographie, dont la première de couverture), juin
- 2006 : Housebound (article), septembre
- 2007 : Playboy’s 25 Sexiest Celebrities (photographie), mars

## Apparitions dans le magazinePlayboy Special Editions
- 2004 : Playboy’s Girls of Summer (photographie, dont la première de couverture), août
- 2004 : Playboy’s Girls with girls (photographie), août/septembre
- 2004 : Playboy’s Lingerie (photographie), septembre/octobre
- 2004 : Playboy’s Nudes (photographie), octobre
- 2006 : Playboy’s Playmate Review (photographie, dont la première de couverture)
- 2007 : Playboy’s Playmates In Bed (photographie)
- 2007 : Playboy’s Sexy 100 (photographie), mai
- 2007 : Playboy’s Lingerie (photographie), juin/juillet

## Filmographie
- 2004 : Playboy: America’s Sexiest Bartenders (vidéogramme) ; elle-même
- 2005 : Playboy: Hef’s Halloween Spooktacular (vidéogramme) ; elle-même
- 2005 : Playboy Video Playmate Calendar 2006 (vidéogramme) ; elle-même
- 2006 : Playboy Video Centerfold: Playmate of the Year Kara Monaco (vidéogramme) ; elle-même
- 2006 : Playboy Video Playmate Calendar 2007 (vidéogramme) ; elle-même
- 2006 : Les Experts : Miami (série télévisée) ; elle-même (non créditée[1]) ; épisode 19 de la saison 4
- 2006 : Les Girls de Playboy (The Girls Next Door) (série de télé réalité) ; elle-même ; épisodes 6 et 7 de la saison 2
- 2006 : Identify (jeu télévisé) ; elle-même ; épisode 3 de la saison 1
- 2006 : Sideliners (télévision) ; une pom-pom girl
- 2006 : Stayin’ Home Again[7] (clip) ; elle-même ; musique de Wisely
- 2007 : Jimmy Kimmel Live! (talk show télévisé) ; Miss America ; épisode du 30 janvier 2007
- 2007 : Envy (vidéogramme) ; Vala (le « v » de « Envy »)
- 2007 : L'Incroyable Famille Kardashian: elle-même (la copine de Robert)
- 2007 : Passions (série télévisée) ; Michelle ; épisodes 2000 et 2001 de la saison 1
- 2012 : Big Brother (télé réalité) ; elle-même ; jour 1 - 13 de la saison 14